# Ludwig Aegidi
Ludwig Karl James Aegidi (Ägidi) (født 10. april 1825 i Tilsit, død 20. november 1901 i Berlin) var en tysk retskyndig og politiker.
Aegidi blev privatdocent i Göttingen i 1853, og i 1857 ekstraordinær professor i Erlangen. Blot to år senere blev han gymnasialprofessor i Hamburg. I 1868 blev han udnlvnt universitetsprofessor i Bonn og fra 1871—77 var han ansat i udenrigsministeriet i Berlin, derefter honorarprofessor. Som politiker tilhørte Aegidi det frikonservative parti. Han har skrevet et større antal brochurer, blandt andet som litterær pennefører for ministeriet Hohenzollern-Auerswald samt adskillige mod Østrig rettede småskrifter, således: Preussen und der Friede von Villafranca (1859), det anonyme Suum cuique, Denkschrift über Preussen (samme år) og andre.
Med Alfred Klauhold udgav Aegidi Free Ships under Enemys Flag (1866) og Das Staatsarchiv. Sammlung der officiellen Actenstücke zur Geschichte der Gegenwart, I—XXI (1861—71), der blev fortsat af Hugo von Kremer-Auenrode, fra 1881 af Hans Delbrück.